# Semaforin
Semaforiny jsou sekretové a membránové proteiny, které byly původně uváděny jako ukazatele kužele axonálního růstu molekul. Především se chovají jako inhibiční signály na krátkou vzdálenost a signál pro multimerické receptorové komplexy. Semaforiny napomáhají odklonu vedení axonů od nevhodných oblastí a jsou  tedy důležité pro vývoj nervové soustavy. Hlavní třída bílkovin, které působí jako jejich receptory se nazývá plexiny, s neuropily jako jejich koreceptory v mnoha případech. Hlavní receptory pro semaforiny jsou plexinsý se zavedenou rolí v regulaci Rho rodiny GTPases. 
Proteiny z rodiny semaforinů jsou charakteristické svojí N-terminální, vysoce konzervovanou, na cystein bohatou semaforinovou (Sema) doménou. Obvykle má zhruba 500 aminokyselin Semaforiny obsahují plexin-semaforin-integrinovou (PSI) domén bohatou na cystein . Proteiny jsou děleny dle dalších proteinových domén, např. imunoglobulinové (Ig) domény, trombospodinové nebo bazické C-terminální domény. Semaforiny mají 8 tříd. Třídy 1, 2 a 5 zahrnují semaforiny bezobratlých (5 semaforinů) a tříd 3-7 zahrnují 20 semaforinů obratlovců. Třída 5 obsahuje dva semaforiny pro viry. Do tříd 1,4,5,6 a 7 patří semaforiny transmembránové nebo asociované s glykofosfatidylinositolem pro ukotvení do membrány. Třídy 2, 3 a 5 jsou sekretované semaforiny
Semaforiny byly pojmenované po semaforu,  v řečtině znamená ten, kdo podepisuje.
U lidí, geny jsou:
- SEMA3A, SEMA3B, SEMA3C, SEMA3D, SEMA3E, SEMA3F, SEMA3G
- SEMA4A, SEMA4B, SEMA4C ("SEMAF"), SEMA4D, SEMA4F, SEMA4G
- SEMA5A, SEMA5B
- SEMA6A, SEMA6B, SEMA6C, SEMA6D
- SEMA7A

## Semaforinní receptory
Různé semaforiny používají různé typy receptorů:
- Většina semaforinů má  receptory ve skupině proteinů, známých jako plexiny.
- Třída 3 signálizuje přes heterokomplexy z neuropilin,